# Kamienica przy ulicy Stawowej 4 w Katowicach
Kamienica przy ulicy Stawowej 4 w Katowicach – zabytkowa kamienica mieszkalno-handlowa, położona przy ulicy Stawowej 4 w Katowicach-Śródmieściu. Powstała ona w 1906 roku w stylu secesyjnym według projektu opracowanego w firmie Perl & Trapp, zaś po przebudowie z 1932 roku została ona pozbawiona dekoracji i stanowi obecnie budynek bezstylowy.

## Historia
Kamienica została oddana do użytku w 1906 roku i wybudowano ją wówczas w stylu secesyjnym. Projekt powstał w znanej wówczas na Górnym Śląsku firmie Perl & Trapp, która była także pierwszym właścicielem kamienicy. Po niej właścicielem kamienicy był F. Lissy.
W 1932 roku kamienicę przebudowano. Dobudowano wówczas prawą oś kamienicy, nadbudowano ją o czwarte piętro, a także została ona pozbawiona wszelkich dekoracji. W 1935 roku właścicielami kamienicy pod numerem 4 byli Zins i Ehrlich. Poza lokalami mieszkalnymi działały tutaj wówczas następujące placówki: sklep mięsny Felszerów, skład mąki Hermanna Hasse i fabryka soków „Emka”.
Dnia 17 grudnia 1994 roku budynek wpisano do rejestru zabytków. W 2016 roku kamienica przeszła remont. W 2018 roku w kamienicy mieściły się lokale mieszkalne oraz użytkowe, zaś na początku 2022 w systemie REGON było czynnych sześć aktywnych podmiotów gospodarczych z siedzibą przy ulicy Stawowej 4. Działały tu w tym czasie m.in.: piekarnia, sklep mięsny i serwis telefonów. 

## Charakterystyka
Zabytkowa kamienica mieszkalno-handlowa położona jest przy ulicy Stawowej 4 w katowickiej dzielnicy Śródmieście. 
Budynek obecnie nie posiada wyraźnych cech stylowych, lecz zachowały się pozostałości pierwotnego, secesyjnego wyglądu. Kamienica powstała na planie odwróconej litery „L”. Posiada ona pięć kondygnacji nadziemnych oraz podpiwniczenie. Powierzchnia użytkowa budynku wynosi 1600 m², zaś powierzchnia zabudowy 276 m². Kamienica ma bryłę dwuskrzydłową, rozbitą wykuszem i zwieńczoną szczytem. Kryta jest ona dachem dwuspadowym o stromej połaci frontowej. 
Fasada kamienicy jest niesymetryczna i tynkowana. Posiada ona łącznie siedem osi i jest pozbawiona dekoracji. Do wykusza z obydwu stron przylegają balkony z tynkowanym balustradami. Wyjątkiem są balkony na najwyższej kondygnacji, gdzie balustrady są z innych materiałów. 
Parter kamienicy z biegiem czasu uległ przebudowie, a brama wjazdowa mieści się na wysokości trzeciej osi. We wnętrzu kamienicy znajdują się dwubiegowe schody z tralkową balustradą. Okna klatki schodowej został przeszklone kolorowymi szybkami.
Kamienica jest wpisana do rejestru zabytków pod numerem A/1678/97 – granice ochrony obejmują cały budynek. Budynek wpisany jest także do gminnej ewidencji zabytków miasta Katowice.

## Galeria

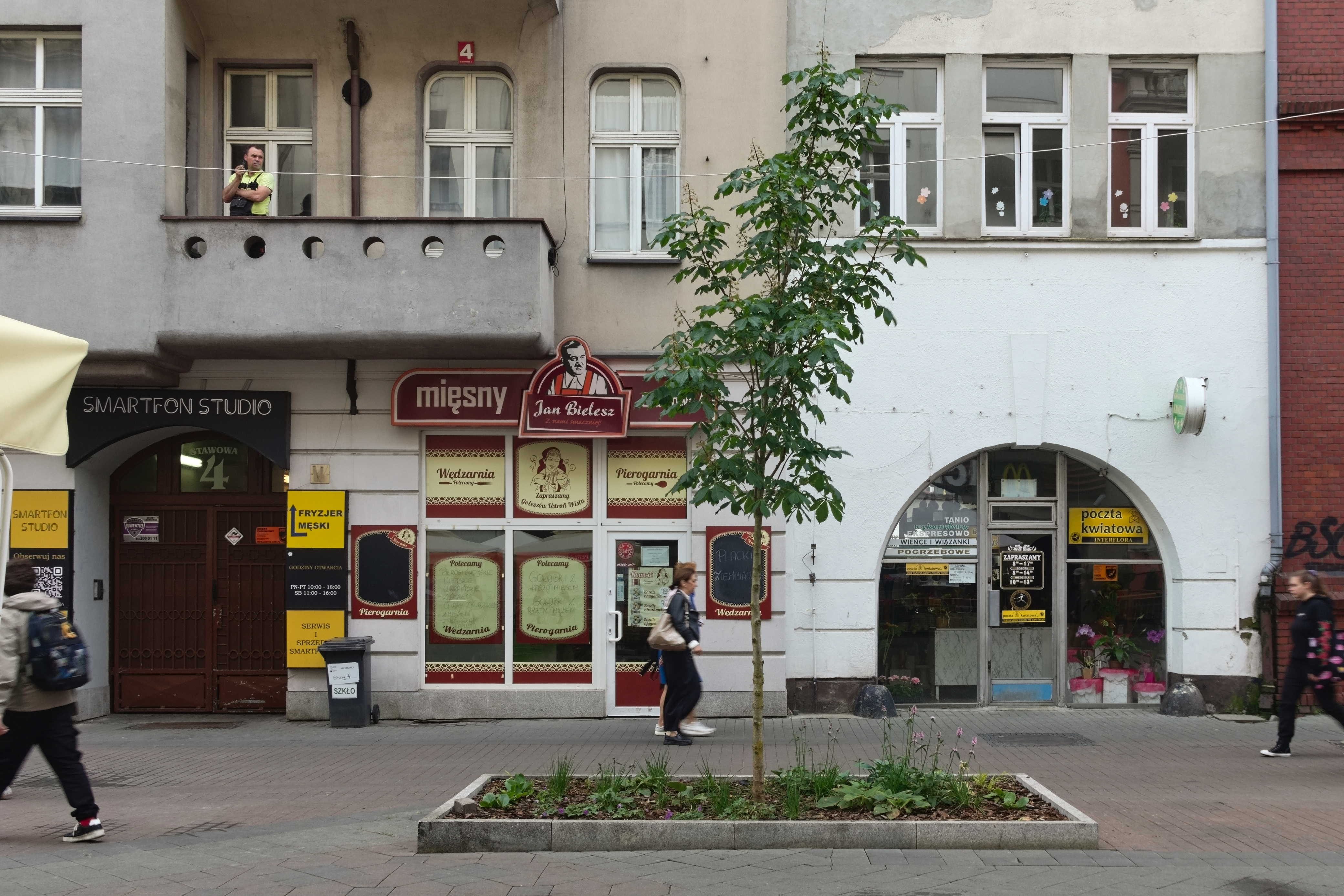
Parter (2024)
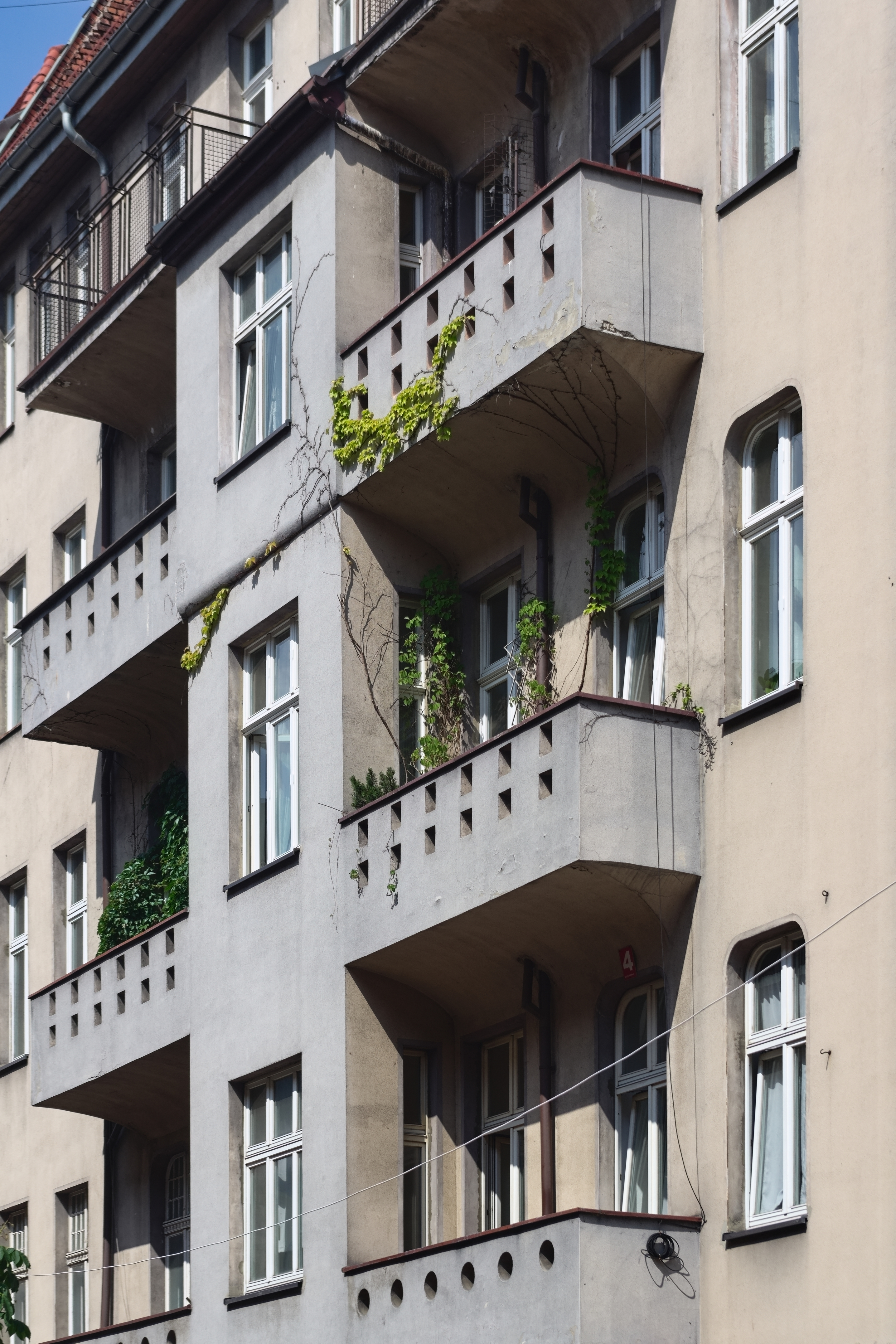
Balkony (2024)
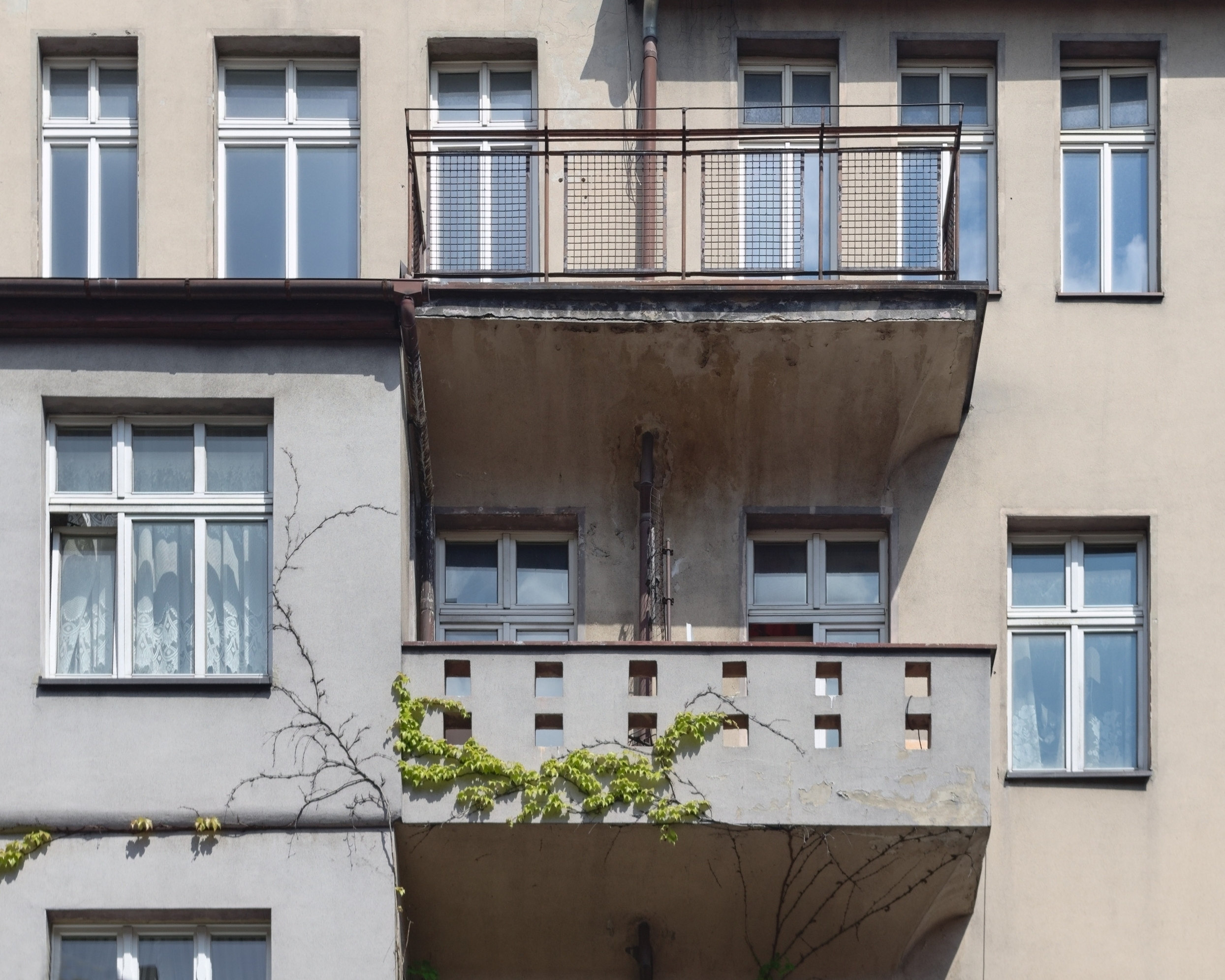
Balkon na 3. piętrze (2024)
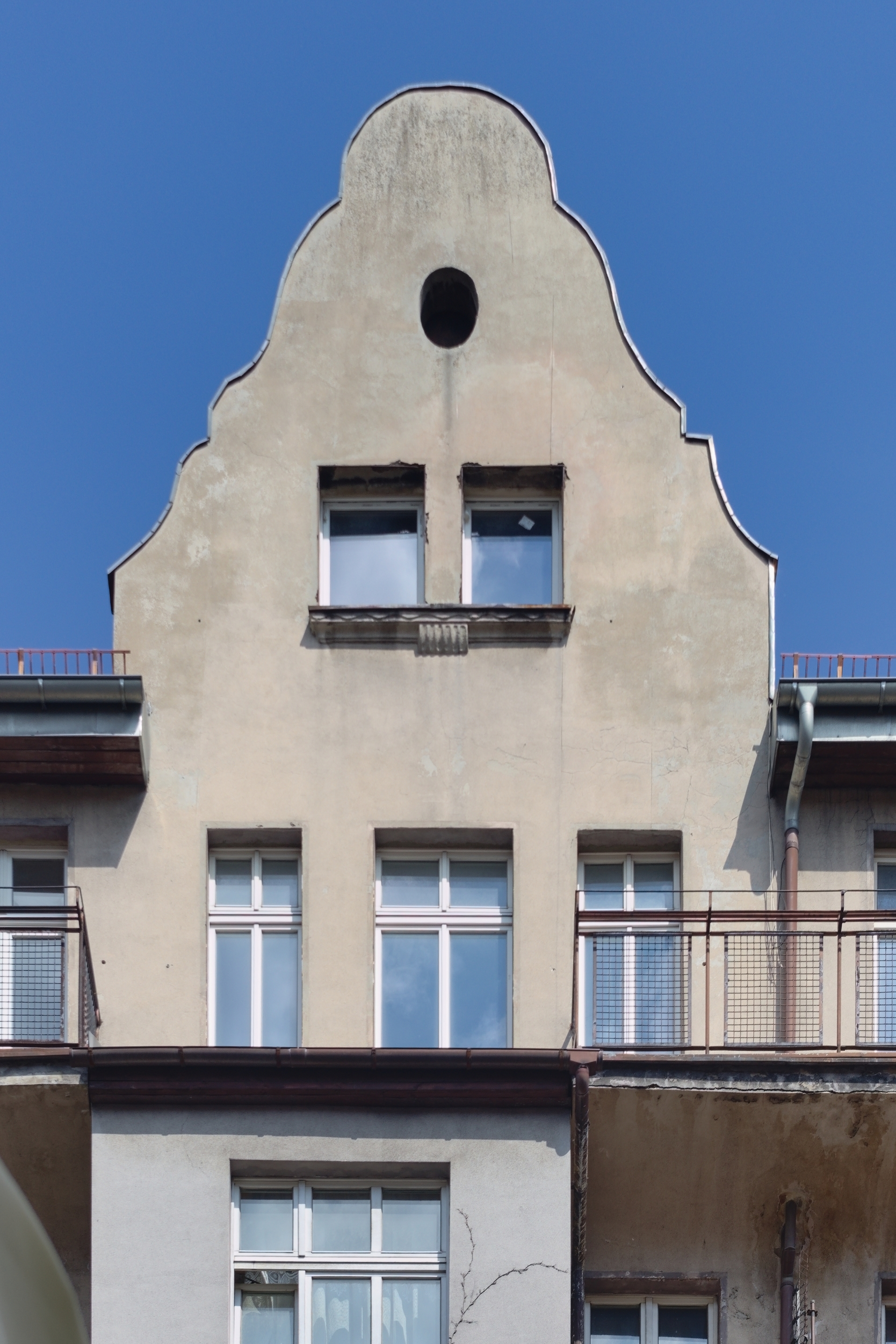
Szczyt (2024)